# Кубок Люксембургу з футболу 2009—2010
Кубок Люксембургу з футболу 2009–2010 — 85-й розіграш кубкового футбольного турніру в Люксембурзі. Титул здобув Діфферданж 03.

## Календар
| Раунд           | Дата                        | Матчі | Клуби    |
| --------------- | --------------------------- | ----- | -------- |
| Перший раунд    | 2 вересня 2009              | 19    | 107 → 88 |
| Другий раунд    | 25-27 вересня 2009          | 16    | 88 → 72  |
| Третій раунд    | 29-31 жовтня 2009           | 22    | 72 → 50  |
| Четвертий раунд | 3-13 грудня 2009            | 18    | 50 → 32  |
| 1/16 фіналу     | 26 лютого - 17 березня 2010 | 16    | 32 → 16  |
| 1/8 фіналу      | 2-3 квітня 2010             | 8     | 16 → 8   |
| 1/4 фіналу      | 1-2 травня 2010             | 4     | 8 → 4    |
| 1/2 фіналу      | 25-26 травня 2010           | 2     | 4 → 2    |
| Фінал           | 30 травня 2010              | 1     | 2 → 1    |

## Регламент
Згідно з регламентом у перших чотирьох раундах грають клуби нижчих дивізіонів, клуби Національного футбольного дивізіону Люксембургу стартують з 1/16 фіналу. На всіх стадіях команди грають по одному матчу.

## 1/16 фіналу
| Команда 1                      | Рахунок      | Команда 2          |
| ------------------------------ | ------------ | ------------------ |
| 26 лютого 2010                 |              |                    |
| Шиффланж 95 (4)                | 1:3          | Кер'єнґ            |
| 27 лютого 2010                 |              |                    |
| Женесс (Канах) (2)             | 2:1          | Расінг             |
| Мінерва (2)                    | 1:3 дч       | Петанж             |
| Мондорф-ле-Бен (3)             | 0:2          | РМ Гамм Бенфіка    |
| Авенір (Бегген) (2)            | 1:2          | Фола               |
| Вільц (2)                      | 0:0 пен. 6:7 | Рюмеланж           |
| Еш (4)                         | 0:1          | Свіфт              |
| Ерпельданж (2)                 | 1:3          | Ф91 Дюделанж       |
| Алерт (Біссен) (3)             | 1:6          | Діфферданж 03      |
| Штайнфорт (2)                  | 0:1          | Етцелла            |
| Янг Бойз (Дикірх) (2)          | 3:2          | Женесс (Еш)        |
| 17 березня 2010                |              |                    |
| Дарінг (Ехтернах) (3)          | 2:4 дч       | Мондеркаж          |
| Триколор (Гасперіх) (3)        | 0:7          | Прогрес            |
| Клемансі (3)                   | 2:0          | Женесс (Ширен) (2) |
| Спортинг (Мерциг) (3)          | 2:4          | Гревенмахер        |
| Уніон Мертерт/Вассербілліг (3) | 0:1          | Оберкорн (2)       |

## 1/8 фіналу
| Команда 1             | Рахунок      | Команда 2     |
| --------------------- | ------------ | ------------- |
| 2 квітня 2010         |              |               |
| Мондеркаж             | 0:0 пен. 4:3 | Прогрес       |
| Етцелла               | 2:1 дч       | Петанж        |
| 3 квітня 2010         |              |               |
| Оберкорн (2)          | 0:3          | Діфферданж 03 |
| Янг Бойз (Дикірх) (2) | 1:2          | Свіфт         |
| Клемансі (3)          | 1:4 дч       | Гревенмахер   |
| РМ Гамм Бенфіка       | 1:2          | Ф91 Дюделанж  |
| Фола                  | 4:2 дч       | Кер'єнґ       |
| Женесс (Канах) (2)    | 0:0 пен. 4:3 | Рюмеланж      |

## 1/4 фіналу
| Команда 1     | Рахунок      | Команда 2          |
| ------------- | ------------ | ------------------ |
| 1 травня 2010 |              |                    |
| Діфферданж 03 | 3:0          | Мондеркаж          |
| 2 травня 2010 |              |                    |
| Етцелла       | 2:1          | Свіфт              |
| Гревенмахер   | 4:2          | Женесс (Канах) (2) |
| Ф91 Дюделанж  | 2:2 пен. 7:8 | Фола               |

## 1/2 фіналу
| Команда 1      | Рахунок | Команда 2 |
| -------------- | ------- | --------- |
| 25 травня 2010 |         |           |
| Гревенмахер    | 5:1     | Фола      |
| 26 травня 2010 |         |           |
| Діфферданж 03  | 3:1     | Етцелла   |

## Фінал
| 30 травня 2010 18:00 (EEST) |

| Гревенмахер | 0:1      | Діфферданж 03 |
| ----------- | -------- | ------------- |
|             | Протокол | Сораїр 89'    |

| Жозі Бартель, Люксембург Глядачів: 2 504 Арбітр: Серж Параже |